# Liste des lauréats du prix Shanti Swarup Bhatnagar en science de l'environnement
Le Prix Shanti Swarup Bhatnagar de sciences et technologie est l'une des plus hautes distinctions scientifiques multidisciplinaires en Inde. Il a été créé en 1958 par le Conseil de recherche scientifique et industrielle, en l'honneur de Shanti Swarup Bhatnagar, son fondateur et directeur et reconnaît l'excellence dans la recherche scientifique en Inde.

## Liste de lauréats

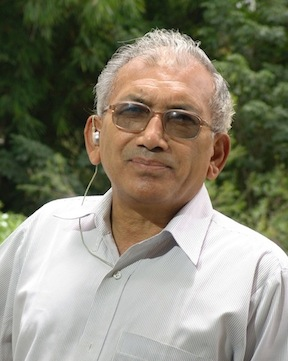
Khadg Singh Valdiya

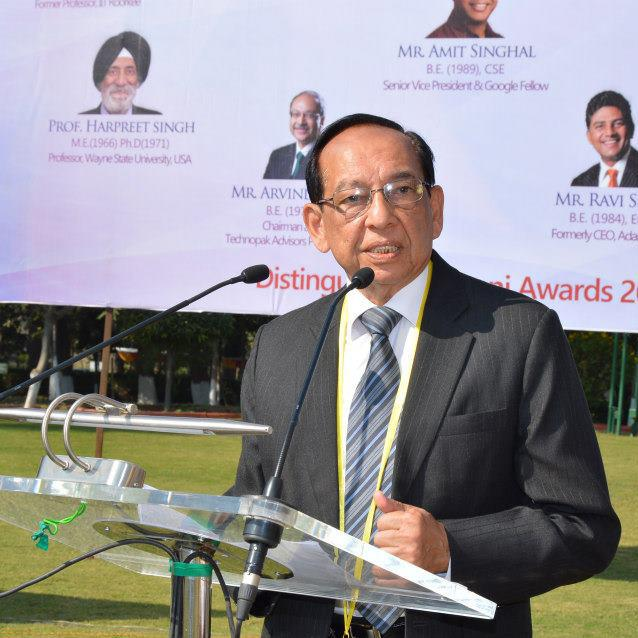
Dure Gupta

| Année | Lauréat                           | Lieu           | Spécialisation                   |
| ----- | --------------------------------- | -------------- | -------------------------------- |
| 1972  | Kshitindramohan Naha (en)         | West Bengal    | Géologie du Précambrien          |
| 1976  | Mihir Kumar Bose (en)             | West Bengal    | Pétrologie                       |
| 1976  | Khadg Singh Valdiya (en)          | Uttarakhand    | Géologie environnementale        |
| 1977  | Subir Kumar Ghosh (en)            | West Bengal    | Géologie structurale             |
| 1977  | Krishan Lal Kaila (en)            | Telangana      | Sismologie                       |
| 1978  | Hassan Nasiem Siddiquie (en)      | Uttar Pradesh  | Géologie marine                  |
| 1978  | B. L. K. Somayajulu (en)          | Andhra Pradesh | Géochimie                        |
| 1979  | Vinod Kumar Gaur (en)             | Uttar Pradesh  | Sismologie                       |
| 1980  | Basanta Kumar Sahu (en)           | Odisha         | Modèle mathématique              |
| 1980  | Janardan Ganpatrao Negi (en)      | Maharashtra    | Géophysique                      |
| 1982  | Kunchithapadam Gopalan (en)       | Tamil Nadu     | Géochronologie                   |
| 1983  | Syed Mahmood Naqvi (en)           | Telangana      | Géologie du Précambrien          |
| 1983  | Harsh Gupta (en)                  | Telangana      | Sismologie                       |
| 1984  | Sethunathasarma Krishnaswami (en) | Kerala         | Géochimie                        |
| 1984  | Subhrangsu Kanta Acharyya (en)    | West Bengal    | Géodynamique                     |
| 1985  | Rishi Narain Singh (en)           | Uttar Pradesh  | Géophysique                      |
| 1986  | Alok Krishna Gupta (en)           | West Bengal    | Minéralogie                      |
| 1986  | Kumarendra Mallick (en)           | Odisha         | Géophysique                      |
| 1987  | Pramod Sadasheo Moharir (en)      | Maharashtra    | Traitement du signal             |
| 1988  | Sampat Kumar Tandon (en)          | Delhi          | Stratigraphie                    |
| 1989  | Prem Chand Pandey (en)            | Uttar Pradesh  | Recherche polaire, Télédétection |
| 1991  | Sudipta Sengupta                  | West Bengal    | Géologie structurale             |
| 1991  | Sri Niwas (en)                    | Uttar Pradesh  | Géophysique                      |
| 1992  | Satish Ramnath Shetye (en)        | Goa            | Océanographie physique           |
| 1993  | Uma Charan Mohanty (en)           | Odisha         | Météorologie                     |
| 1994  | Jitendra Nath Goswami (en)        | Assam          | Géochronologie                   |
| 1995  | Bhupendra Nath Goswami (en)       | Assam          | Météorologie                     |
| 1996  | Shyam Sundar Rai (en)             | Uttar Pradesh  | Géophysique                      |
| 1996  | Syed Wajih Ahmad Naqvi (en)       | Uttar Pradesh  | Biogéochimie, Green house gases  |
| 1998  | Rengaswamy Ramesh (en)            | Tamil Nadu     | Paléoclimatologie                |
| 2001  | Kolluru Sree Krishna (en)         | Andhra Pradesh | Géophysique marine               |
| 2001  | Prashant Goswami (en)             | Assam          | Modélisation atmosphérique       |
| 2002  | Sankar Kumar Nath (en)            | West Bengal    | Sismologie                       |
| 2002  | Ganapati Shankar Bhat (en)        | Maharashtra    | Sciences de l'atmosphère         |
| 2003  | Kanchan Pande (en)                | Uttaranchal    | Géologie isotope                 |
| 2003  | G. V. R. Prasad (en)              | Andhra Pradesh | Paléontologie                    |
| 2005  | Nibir Mandal (en)                 | West Bengal    | Géologie structurale             |
| 2006  | Pulak Sengupta (en)               | West Bengal    | Pétrologie métamorphique         |
| 2006  | Gufran-Ullah Beig (en)            | Maharashtra    | Sciences de l'atmosphère         |
| 2007  | Anil Bhardwaj (en)                | Uttar Pradesh  | Sciences spatiales               |
| 2008  | P. N. Vinayachandran (en)         | Kerala         | Océanographie physique           |
| 2009  | S. K. Satheesh (en)               | Kerala         | Aérosols dans l'atmosphère       |
| 2011  | Shankar Doraiswamy (en)           | Karnataka      | Océanographie                    |
| 2014  | Sachchida Nand Tripathi (en)      | Uttar Pradesh  | Sciences de l'atmosphère         |
| 2015  | Jyotiranjan Srichandan Ray        | Odisha         | Géochimie                        |
| 2016  | Sunil Kumar Singh                 | Gujarat        | Géochimie                        |
| 2017  | S. Suresh Babu (en)               | Kerala         | Aérosols dans l'atmosphère       |